# Silk Degrees
| Recensione                        | Giudizio        |
| --------------------------------- | --------------- |
| AllMusic                          | [ 2 ]           |
| Robert Christgau                  | A-              |
| The New Rolling Stone Album Guide | [ 4 ]           |
| Sputnikmusic                      | 4.0 (Excellent) |
| Dizionario del Pop-Rock           | [ 6 ]           |

Silk Degrees è il settimo album discografico in studio del cantante statunitense Boz Scaggs, pubblicato dalla casa discografica Columbia Records nel marzo del 1976.
L'album raggiunse la seconda posizione (l'8 settembre 1976) della classifica statunitense di Billboard 200.
Quattro brani contenuti nell'album e pubblicati anche in formato singolo entrarono nella Chart di Billboard Hot 100: Lowdown (numero 3 il 9 ottobre 1976), Lido Shuffle (numero 11 il 14 maggio 1977), It's Over (numero 38 il 29 maggio 1976) e What Can I Say (numero 42 il 25 dicembre 1976).

## Tracce
Lato A
1. What Can I Say – 2:59 (Boz Scaggs, David Paich)
2. Georgia – 3:54 (Boz Scaggs)
3. Jump Street – 5:10 (Boz Scaggs, David Paich)
4. What Do You Want the Girl to Do – 3:49 (Allen Toussaint)
5. Harbor Lights – 5:55 (Boz Scaggs)

Lato B
1. Lowdown – 5:15 (Boz Scaggs, David Paich)
2. It's Over – 2:48 (Boz Scaggs, David Paich)
3. Love Me Tomorrow – 3:14 (David Paich)
4. Lido Shuffle – 3:40 (Boz Scaggs, David Paich)
5. We're All Alone – 4:10 (Boz Scaggs)

Edizione CD del 2007, pubblicato dalla Columbia/Legacy Records (82876 86715-2)
1. What Can I Say – 3:01 (Boz Scaggs, David Paich)
2. Georgia – 3:56 (Boz Scaggs)
3. Jump Street – 5:13 (Boz Scaggs, David Paich)
4. What Do You Want the Girl to Do – 3:53 (Allen Toussaint)
5. Harbor Lights – 5:59 (Boz Scaggs)
6. Lowdown – 5:17 (Boz Scaggs, David Paich)
7. It's Over – 2:51 (Boz Scaggs, David Paich)
8. Love Me Tomorrow – 3:16 (David Paich)
9. Lido Shuffle – 3:43 (Boz Scaggs, David Paich)
10. We're All Alone – 4:17 (Boz Scaggs)
11. What Can I Say (Live) – 3:25 (Boz Scaggs, David Paich) – Bonus Track - Inedito - Registrato dal vivo al Greek Theatre di Los Angeles il 15 agosto 1976
12. Jump Street (Live) – 5:07 (Boz Scaggs, David Paich) – Bonus Track - Inedito - Registrato dal vivo al Greek Theatre di Los Angeles il 15 agosto 1976
13. It's Over (Live) – 3:37 (Boz Scaggs, David Paich) – Bonus Track - Inedito - Registrato dal vivo al Greek Theatre di Los Angeles il 15 agosto 1976

## Musicisti
- Boz Scaggs - voce solista, chitarra
- Boz Scaggs - accompagnamento vocale, cori (brani: What Do You Want the Girl to Do, It's Over e Love Me Tomorrow)
- David Paich - tastiere, arrangiamenti
- David Paich - minimoog, sintetizzatore ARP (brano: Lowdown)
- David Paich - moog (brano: Lido Shuffle)
- Fred Tackett - chitarra (brani: What Can I Say, Georgia, Lido Shuffle)
- Fred Tackett - chitarra ritmica (brano: Love Me Tomorrow)
- Louie Shelton - chitarra (brani: What Do You Want the Girl to Do, Harbor Lights, Lowdown)
- Louie Shelton - chitarra slide (brano: Love Me Tomorrow)
- Louie Shelton - chitarra acustica (brano: We're All Alone)
- David Hungate - basso
- Jeff Porcaro - batteria
- Jeff Porcaro - percussioni (brani: What Can I Say, Jump Street, What Do You Want the Girl to Do)
- Jeff Porcaro - timbales (brano: Love Me Tomorrow)
- Les Dudek - chitarra slide (brano: Jump Street)
- Plas Johnson - strumenti a fiato
- Plas Johnson - sassofono tenore solo (brano: What Can I Say)
- Plas Johnson - sassofono (brano: Love Me Tomorrow)
- Bud Shank - strumenti a fiato
- Bud Shank - sassofono (brano: Love Me Tomorrow)
- Jim Horn - strumenti a fiato
- Jim Horn - sassofono tenore (brano: What Do You Want the Girl to Do)
- Tom Scott - strumenti a fiato
- Chuck Findley - strumenti a fiato
- Chuck Findley - flicorno solo (brano: Harbor Lights)
- Dick Hyde - strumenti a fiato
- Paul Hubinon - strumenti a fiato
- Vincent DeRosa - strumenti a fiato
- Sid Sharp - concertmaster
- Carolyn Willis - accompagnamento vocale, cori (brani: What Can I Say e Lowdown)
- Marty McCall - accompagnamento vocale, cori (brani: What Can I Say e Lowdown)
- Jim Gilstrap - accompagnamento vocale, cori (brani: What Can I Say e Lowdown)
- Augie Johnson - accompagnamento vocale, cori (brani: What Can I Say, Lowdown)
- Maxine Green - accompagnamento vocale, cori (brani: What Do You Want the Girl to Do, It's Over e Love Me Tomorrow)
- Pepper Swenson - accompagnamento vocale, cori (brano: What Do You Want the Girl to Do)

Note aggiuntive
- Joe Wissert - produttore
- Registrazioni effettuate al Davlen Sound Studios ed al Hollywood Sound di Los Angeles, California (Stati Uniti)
- Tom Perry - ingegnere delle registrazioni
- Disco masterizzato da Doug Sax al The Mastering Lab
- Ron Coro e Nancy Donald - design album
- Moshe Brakha - fotografia[11]